# تیارنو دی سوپرا
تیارنو دی سوپرا (به ایتالیایی: Tiarno di Sopra) یک منطقهٔ مسکونی در ایتالیا است که در لدرو واقع شده‌است. تیارنو دی سوپرا ۳۸٫۷ کیلومتر مربع مساحت و ۱٬۰۱۹ نفر جمعیت دارد.